# 弗萊明 (紐約州)
弗莱明（英語：Fleming）是位于美国纽约州卡尤加县的一个镇，地处卡尤加县中南部、奥本以南，紧邻奥瓦斯科湖，建于1823年。2010年美国人口普查时，该镇有2636人。其名称来源于一位名为乔治·弗莱明将军（George Fleming）的早期定居者。

## 地理
弗莱明位于卡尤加县中心以南，北部与县城奥本市接壤。根据美国人口普查局的数据，弗莱明的总面积为 24.3 平方英里（62.9 平方公里），其中 21.8 平方英里（56.5 平方公里）是陆地，2.5 平方英里（6.4 平方公里），即 10.21% 是水域。